# Crex
Crex is een geslacht van vogels uit de familie van de rallen (Rallidae). Het telt één soort:
- Crex crex – Kwartelkoning